# Римська республіка
Римська республіка (лат. Res publica Romana «Спільна справа народу Риму») — історична епоха Стародавнього Риму (509—27 роки до н. е.), яка почалася після повалення Римської монархії, що стало завершенням попереднього періоду, який має назву Римське царство.
Після вигнання останнього римського царя Тарквінія Гордого і встановлення республіканської форми правління, право обіймати державні посади у місті-державі Рим отримали патриції — невеликий привілейований прошарок населення, в той час як політичні права плебеїв, що складали основну масу мешканців міста та його округи, були обмежені. Аристократи з лав патриціїв складали законодавчий орган влади держави — римський сенат, а вищу виконавчу владу здійснювали два консули, що обиралися на річний термін на народних зборах (Центуріатних коміціях), теж з кола патриціїв. Кожен вільний мешканець Риму, згідно грошового цензу, належав до тієї чи іншої центуріатної коміції і міг впливати на її рішення. Тобто, римляни здійснювали управління державою всією громадою, звідки і з'явився латинський вираз res publica, що означає «загальна справа».
Період ранньої Римської республіки (509—260-ті до н. е.) є часом боротьби міста-держави Рим за гегемонію на Апеннінському півострові. Спочатку Рим виборов першість серед 30 міст Латинської федерації міст, а після вирішальної воєнної перемоги над колишніми союзниками у 338 до н. е., підкорив всі міста Лація. Подальші війни були спрямовані на поступове завоювання етрусків на півночі та всіх сусідів-італіків. Найдовше опиралися самніти, які були підкорені у 290 до н. е. Після цього почався наступ на міста-держави Великої Греції на півдні Апеннінського півострова. Очільник греків Пірр Епірський зміг завдати римлянам кілька болючих поразок, але у 275 до н. е. був змушений визнати перемогу Риму і відступити з півострова.
В центрі внутрішньо-політичного життя ранньої Римської республіки було протистояння патриціїв з плебеями за право володіти землею і політичні права останніх. Державний фонд неподілених земель (ager publicus) постійно збільшувався за рахунок завойованих територій, але право отримати цю землю мали лише патриції, оскільки тільки вони вважалися повноцінними римськими громадянами. Масові виступи плебеїв за свої права отримали назву сецесій і перша з них відбулася у 494 до н. е., коли плебеї домоглися заснування двох посад народних трибунів, які обирався ними і могли накласти вето на будь-які рішення сенату. Боротьба була дуже тривалою, але кожна наступна сецесія мала хоча б частковий успіх і поступово права плебеїв розширювалися. Важливою віхою була сецесія 367 до н. е., після якої плебеї отримали право на ager publicus та можливість обіймати посади у вищій магістратурі, зокрема, ставати консулами. Остаточне зрівняння у правах плебеїв і патриціїв відбулося після сецесії 287 року н. е., коли був прийнятий закон Lex Hortensia.
Період пізньої Римської республіки (260-ті до н. е. — 27 до н. е.) став боротьбою Риму за панування на всьому узбережжі Середземного моря. Три довгих і важких Пунічні війни з фінікійським Карфагеном, що був потужною морською державою, велися за контроль над торговими шляхами Західного Середземномор'я. Військові дії відбувалися одночасно на кількох театрах: на Сицилії, Апеннінському та Піренейському півостровах, Північній Африці. І хоча видатний полководець Ганнібал здобув низку блискучих перемог над римлянами та загрожував самому Риму, Карфаген програв всі три війни, а місто було взято приступом і зруйноване в 146 до н. е. В перервах між війнами з Карфагеном Рим поширював свій вплив на схід і результатом чотирьох Македонських воєн в 146 до н. е. стало підкорення Греції. Окрім того, продовжувалося завоювання Іспанії.
Станом на кін. ІІ ст. до н. е. Рим перетворився з невеликого міста-держави на гегемона всього Середземномор'я. Однак, республіканський політичний устрій, який дозволяв чудово управляти містом-державою, вже не годився для країни, що розкинулась на понад мільйон квадратних кілометрів. Нашестя кімврів і тевтонів показало слабкість римської армії, що являла собою ополчення громадян. За IV—III ст. до н. е. сенат перетворився на збори земельних олігархів, які захоплювали силою і обманом землі у своїх одноплемінників, внаслідок чого останні масово зубожіли і вже не могли поповнювати армію, бо не могли собі дозволити купити озброєння. Поразки і загроза від кімврів змусили сенат погодитися на реформи Гая Марія, які перетворили римську армію на професійне військо, що озброювалося за рахунок держави, яке тепер залежало лише від свого полководця. Кімрів було переможено, але реформа стала поштовхом для епохи громадянських воєн і захоплення влади диктаторами воєнною силою. Спочатку це був Сулла, а потім Юлій Цезар, наступник якого Октавіан Август змінив устрій держави на імперію.
У культурному плані в період ранньої республіки римська держава зазнавала дуже сильного впливу етрусків, що мало свій прояв у одязі, звичаях, релігії, архітектурі, плануванні міст. Після завоювання Великої Греції домінуючим став грецький вплив, що дало великий поштовх для розвитку в державі медицини, математики та інших наук. Грецька мова, по-суті, була другою за поширеністю в державі і багато освічених римлян знали грецьку мову.

## Витоки республіки
Спосіб республіканського правління встановився в Римі після повалення Римської монархії та вигнання правителя Тарквінія Гордого (510/509). Функції монаршої влади були розділені між двома посадовими особами, що обиралися щорічно, які спочатку називалися преторами, а потім консулами. Внутрішня історія ранньої Римської республіки була історією боротьби перш за все між патріціями й плебеями. У Римі за часів царів існував фонд неподілених земель, так зване ager publicus — «суспільне поле». Він збільшувався за рахунок завойованих територій. Патриції, будучи, як правило, військовими вождями, прагнули за рахунок суспільного поля примножити свої особисті володіння. Плебеї ж були позбавлені доступу до цих земель і політично безправні. Тому їхня боротьба за землю перепліталася з вимогами політичних прав. Унаслідок тривалої боротьби плебеї досягли деяких успіхів: установи посади народного трибуна (494) для захисту інтересів плебеїв, допуску до консулату (367), відміни боргового рабства (326 — Закон Петелія) і ін.
Первісно площа римської території була дуже незначною: жреці «польового братерства» (fratres arvales), що існувало ще в епоху імператорів, щорічно здійснювали у святкування амбарвалій урочистий обхід римського поля, і цей обхід збігався, очевидно, з якнайдавнішою межею римської території; вона мала в довжину 5 римських миль (1000 кроків) на правому березі Тибру або на заході, 6 миль на лівому березі річки, 5 миль на півдні, у напрямку до Альба-Лонги, і лише 2 милі на півночі. Після поглинання Римом кількох приміських общин і завоювання — ще в царську епоху — міст Габій і Фідене, римська територія (ager Romanus) обіймала собою близько 870 км². На півдні римляни спиралися на одноплемінну ним і союзну федерацію латинських міст; на півночі мали проти себе могутні етруські міста під владою царів, що складали слабку федерацію; на сході ворогували із спорідненими гірськими племенами сабінян, вольськів і еквів, що здійснювали набіги на родючу римську «Кампанію». У дрібних сутичках з сусідами пройшла для Риму перша половина епохи в 240 років, передуюча повному завоюванню Італії Римом. 5 століття до н.е. пройшло під знаком боротьби з етруським містом Вейї: перша та друга війни з ним призвели до послаблення, а третя — до повного завоювання римлянами Вейїв (396 до н.е.) та ліквідації незалежності міста. На початку 4 ст. Рим піддався короткочасному, але спустошливому нашестю галлів (390) на чолі із Бренном і спаленням Рима, але місто скоро відродилося, і протягом трохи більш як століття змогло підпорядкувати собі всю Італію в тодішньому сенсі, тобто за винятком долини По і приальпійських областей, що вважалися Галією.

### Завоювання Італії (340—268рр. до н.е.)

Римська республіка в IV—III ст. до н. е.

Зовнішня політика Рима характеризувалася майже безперервними війнами. Перемігши своїх найближчих сусідів (вольськів, еквів і ін.), римляни в 5 ст. оволоділи правим берегом р. Тібр, потім вели війни з містами Латинського союзу (340—338) і самнітами (див. Самнітські війни (343—290), що завершилися підпорядкуванням всієї Середньої Італії. На початку 4 ст. До н. е. Рим став дуже могутнім членом латинської федерації і почав бачити в Латинському союзі лише знаряддя для своєї політики, латиняни ж добивалися впливовішої ролі. Після завершення в Римі боротьби патриціїв із плебеями латиняни зажадали для себе одного консульського місця і доступу в римський сенат; римляни відкинули це домагання і, розбивши декількома сильними ударами латинську федерацію, привели окремі латинські міста в повну від себе залежність.
Ще до латинської війни римляни мали зіткнення з самнітами, хоробрими горцями Південної Італії, що бажали підпорядкувати собі багате узбережжя цієї області, з її грецькими містами. За володіння Неаполем почалася друга самнітськая війна (326—304), що стала найкритичнішим іспитом здатності Риму до світового панування. Бачивши перевагу римлян, етруски, а також інші горці середньої Італії прийшли на допомогу самнітам. Риму довелося воювати на два фронти, але перевага його державної організації, невичерпність його ополчення і доблесть його військових вождів забезпечили йому перемогу. Ще раз узялися самніти за зброю у 298—290, задихаючись в залізному кільці римських фортець і військових доріг; до них на допомогу знову прийшли етруски, умбри, галли східної Італії — але знову перемога залишилася на боці Риму.
Незалежними залишилися лише грецькі міста південної Італії (або «Велика Греція»), що призвали на допомогу епірського царя Пірра. Підкорення грецького елементу в Італії було третім етапом в завоюванні Римом Італії. Римський легіон переміг македонську фалангу Пірра, незважаючи на грізних слонів; у 272 р. здався гарнізон Пірра в Таренті, й узяттям наступного року Регіума закінчилося завоювання римлянами Італії.

### Державний устрій Римської Республіки
В результаті урівняння в правах плебеїв і патриціїв відбулося злиття старих патриціанських родів з верхівкою плебсу і утворилася нова аристократія — нобілітет. Поступово представники нобілітету захопили в свої руки керівництво сенатом і вищі державні посади. Політичний устрій Риму придбав характерні риси аристократичної республіки. Фактично провідна роль в управлінні державою належала сенату. Він відав державним майном і фінансами, зовнішньою політикою, військовими справами, питаннями релігії і культу, спостерігав за внутрішньою безпекою. Всі державні посади (магістрати) були колегіальними, короткостроковими і неоплачуваними. Формально за найвищий орган влади вважалося народне зібрання, де проходили вибори посадових осіб і приймалися або відкидалися нові законопроєкти.
Організація управління завойованою Італією ґрунтувалася на знаменитому принципі: «розділяй і володарюй». Італійські міста і громади мали різний статус (див. Муниципії). На території підкорених общин створювалися колонії з римським або латинським правом.

## Завоювання на заході: Пунічні війни
Після підкорення Італії римська експансія вийшла за межі Апеннінського півострова. Тут римлянам довелося зіткнутися з однією з найбільших держав Західного Середземномор'я — Карфагеном. Так звані Пунічні війни продовжувалися (з перервами) понад 100 років. В результаті Першої Пунічної війни (264—241) Р. придбав перші заморські володіння — Сицилію, Корсику, Сардинію, які були перетворені на римські провінції. 

Рим і Карфаген на початок війни

Перша Пунічна війна була надзвичайно дороговартісною для обох сторін. Невичерпні ресурси Риму, особливо його спроможність поновити великі запаси морського флоту, означали, що Карфаген не може конкурувати з новою наддержавою Середземномор'я. Римляни перейняли карфагенську мантію володаря морів, і для того, щоб Карфаген міг здобути перевагу над своїм ворогом, йому довелося б битися на суші, а для цього були потрібні гроші. Як писав Енгельс:
Римська армія являє собою найдосконалішу систему піхотної тактики, винайдену протягом епохи, яка не знала вживання пороху. Вона зберігає переважання важко озброєної піхоти в компактних з'єднаннях, але додає до неї: рухливість окремих невеликих одиниць, можливість боротися на нерівній місцевості, розташування кількох ліній одна за одною, частково — для підтримки і частково як сильний резерв, і нарешті систему навчання кожного окремого воїна, ще більш доцільну, ніж спартанська. Завдяки цьому римляни перемагали будь-яку збройну силу, яка виступала проти них, як македонську фалангу, так і нумідійську кінноту.
Не маючи значного флоту і втративши стратегічно важливі фортеці на Сицилії, Корсиці та Сардинії, карфагенянам довелося шукати деінде джерело грошей для фінансування своїх армій. Вони давно мали контроль над старими фінікійськими колоніями в Іспанії, і це вже довело багате джерело срібла. Відповідно, Гамількар Барка був відправлений в 237 р. до н. е., щоб розширити карфагенську територію, що він і зробив, заснувавши свою базу в Гадесі (Кадіс) і заснувавши нове місто Акра-Леш. Він доповнив власні сили місцевими новобранцями і зібрав 50-тисячну армію з корпусом у 100 слонів. Данину в грошах, якщо не чоловіків, добували з місцевих міст і працювали нові срібні копальні.
Гасдрубал взяв на себе владу від Гамількара Барки після його смерті, втопившись у 229 р. до н. е., і додав до своєї сили ще 10 000 піхоти та 8000 кінноти, в той час як його військові слони також подвоїлися до 200. На той момент Карфаген контролював половину Піренейського півострова. Потім у 221 році до н. е. на сцену вийшов Ганнібал, старший син Гамількара Барки. Батько Ганнібала змусив свого сина поклястися ніколи не бути другом Риму, і завдяки цій міцній платформі багатства та зброї він не розчарував полководця, якому ще лише 26 років, стане найбільшим ворогом Риму.
У 226 р. до н. е. Гасдрубал підписав угоду з Римом, занепокоєний розширенням імперії Карфагена, щоб не перетнути річку Ебро на півдні Іспанії, але Ганнібал, який тепер загалом командує Іспанією, був більш амбітним. У 219 р. до н. е. він вторгався все глибше у внутрішні міста, а потім обложив і підкорив Сагунт (на північ від сучасної Валенсії), давнього союзника Риму. Ця акція мала згоду уряду Карфагену, але римляни зайшли занадто далеко, коли вимагали передати Ганнібала для відповідного покарання, маючи справу з проблемними північними Галліями та Іллірією. Карфаген відмовив, а Рим оголосив війну в березні 218 р. до н. е.
В період Другої Пунічної війни (218—201)  Ганнібал вдерся до Італії і, взявши гору над римлянами у кількох битвах (при Каннах у 216 році до н. е. і ін.), спустошував її території понад 15 років. Проте зрештою війну карфагеняни програли, римляни під командуванням Сципіона Африканського Старшого отримали перемогу над Ганнібалом (битва при Замі у 202 році до н. е.) До Риму від Карфагену відійшла Іспанія. Третя Пунічна війна (149—146) звелася фактично до облоги Карфагена, який був узятий штурмом Сципіоном Африканським Молодшим, а потім за рішенням сенату відданий вогню і знищений. У результаті цих воєн Рим перетворився на найбільшу середземноморську державу.

## Завоювання на сході

Римська республіка в III — I ст. до н. е.

Скоро для римлян відкрилася і східна, грецька половина Середземного моря, де їм вже належали острів Керкира (сучасний Корфу) і міста Аполонія і Епідамн на східному березі Адріатики.
Наприкінці ІІІ ст. римська експансія звернулася на схід. У результаті трьох Македонських воєн (215—205, 200—197, 171—168) римляни розповсюдили своє панування на Балканський півострів (до 168), а після так званої Сирійської війни (192—188) проти Антіоха III поклали початок своєму впливу в Малій Азії.
Невдовзі після того, у 133 році до н. е., римляни мирним способом приєднали до своїх володінь провінцію Азію: їхній союзник, цар пергамський Аттал III, заповів їм своє царство після своєї смерті.

## Епоха реформ
Внаслідок завойовницьких війн Римська республіка отримувала значну кількість рабів. Широко процвітала работоргівля, яка була часто пов'язана з піратством (центр оптової торгівлі — острів Делос). Значення мало також природне відтворення рабів. Все це у поєднанні з невижитим в провінціях борговим рабством призвело до того, що рабська праця (з кінця III століття до н. е.) почала грати провідну роль у виробництві. Інтенсивно формувалася рабовласницька держава. Концентрація землі, поява великих маєтків (латифундій) і особливо розповсюдження вілл, що робилося за рахунок експлуатації рабської праці, неминуче викликали витіснення дрібних селянських господарств, втрату землі сільським плебсом та їхню пауперизацію. Збезземелені селяни частково ставали орендарями, або наймитами. Багато селян прямували на заробітки в місто.
Перетворення Риму на найбільшу державу сприяло широкому розвитку товарно-грошових відносин і зовнішньої торгівлі. З Італії вивозилися вино, оливкову олію, металеві вироби, кераміку; ввозилися в Рим сільськогосподарські продукти (з провінцій) і предмети розкоші (з країн Сходу). Римські завоювання сприяли безперервному припливу грошового капіталу за рахунок контрибуцій і військової здобичі. Все це приводило до розвитку кредитово-лихварських операцій, якими займалися тепер не тільки окремі особи, але і цілі компанії відкупників (публікани) або контори міняйлів (аргентарії).
Римське суспільство цього часу було строкатою картиною ворогуючих класів і станів. Остаточно оформилися два основні антагоністичні класи — раби і рабовласники. Суперечності між ними настільки загострилися, що привели до озброєних повстань рабів. Спостерігалася подальша диференціація пануючого класу. Разом з вищим станом — сенаторами (тобто представниками нобілітету) з'явилася торгово-лихварська знать (вершники). Певну роль почала грати муніципальна аристократія (привілейовані круги італійських общин). Росла політична активність плебсу.
Найважливішим явищем соціально-економічному і політичному життю Р. 2 ст. слід рахувати криза полісної організації. Старі республіканські установи, пристосовані до потреб і запитів невеликої римської общини (поліса), опинилися в нових умовах недостатньо дієвими. Ця невідповідність особлива яскраво виявилося, наприклад, в питанні управління провінціями. Вони фактично віддавалися в безконтрольне розпорядження намісників (проконсулів, пропреторів), що призначаються сенатом. Особливо руйнівною для жителів провінцій була діяльність публіканів, які, беручи на відкуп збір податків і вносячи до римської скарбниці певну суму, вибивали її потім з величезними надлишками з місцевого населення.
Останнє сторіччя існування римської республіки насичено яскравими політичними подіями. У 138 (або 136) почалося 1-е Сицилійське повстання рабів, в ході якого повсталі зробили спробу створити свою державу; воно було придушене великими збройними силами в 132. У 104-99 спалахнуло 2-е Сицилійське повстання рабів. Ці рухи зустріли відгук в Східному Середземномор'ї (Пергам, острови Делос, Хіос). У самому м. Римі почався широкий революційний рух сільського плебсу, який призвів до перших спалахів громадянської війни на вулицях міста. У 30-20-х рр. 2 ст. рух очолили брати Гракхи, що прагнули шляхом демократичних реформ добитися відродження вільного селянства. Гай Гракх висунув також пропозицію про дарування римських прав італікам. В ході напруженої боротьби, що розвернулася, оформилися дві основні ідейно-політичні течії: оптимати і популяри.

## Гай Марій і Сулла

### Гай Марій, військовий реформатор (107—100рр. до н.е.)
Під час війни Риму проти нумідійського царя Югурти (111—105 до н. е.) проявилося глибоке розкладання правлячої сенатської верхівки, її нездатність до керівництва, продажність. Рішенням коміцій командування військами було передане Гаю Марію, який і довів війну до переможного кінця. Марієм була проведена також військова реформа — почав здійснюватися добровільний набір в армію бідних громадян (пролетарів) і були проведені деякі технічні нововведення. Реформована армія успішно відбила небезпечне для Риму нашестя племен тевтонів (102 до н. е.) і кімврів (101 до н. е.).

### Внутрішні війни (91-83 рр. до н.е.) і диктатураСулли(83-80 рр. до н.е.)
У 91 народний трибун М. Л. Друз повторив пропозицію Г. Гракха про дарування громадянства італікам. Провал цього законопроєкту в сенаті і вбивство Друза послужили приводом для так званої Союзницької війни (90-88) — загальноіталійського повстання проти Рима. Одержавши ряд військових перемог над італіками, римляни проте були вимушені надати їм права, тобто включити все населення Апеннінського півострова до складу римської громадської общини.
У 89 почалися війни з понтійським царем Мітрідатом VI, що загрожував римському пануванню на Сході. Сенат доручив ведення війни Суллі, але народне зібрання висунуло кандидатуру Марія. Боротьба навколо цього питання привела до того, що Сулла направив ту армію, що готувалася до походу на схід проти самого Риму. Вперше в історії міста Рим був узятий (88) римськими ж військами. Проте після відправлення Сулли і його армії на схід панування в Римі перейшло в руки прихильників Марія (консульство Цінни 87). Після повернення Сулли до Італії боротьба між сулланцями та маріанцями переросла у відкриту громадянську війну. Знову узявши  Рим, Сулла встановив (у 82) жорстокий терористичний режим (система проскрипцій). Диктатура Сулли (82-79) була останньою спробою зберегти політичний устрій сенатської республіки, але його соціальною опорою був вже не стільки нобілітет, скільки ветерани римської армії, щедро наділені Суллою (як раніше Марієм) землею.
У 74 (або 73) відбулося найбільше в античній історії повстання рабів під керівництвом Спартака. Воно свідчило про крайнє загострення антагонізму в римському суспільстві. Але повсталі раби не висували завдання знищення рабства як інституту, не мали чіткої політичної програми і тому їхня самовіддана боротьба закінчилася поразкою (71). Події кінця 2- середини 1 ст. свідчили про поглиблення кризи Римської республіки. Революційний рух римського, а потім загальноіталійського плебсу було напрямлено проти Рима-поліса, проти сенатської олігархії, привілеїв замкнутої общини. Один з основних її інститутів — народне зібрання (коміції) — з моменту розповсюдження громадянських прав на все населення Італії почало перетворюватися на юридичну фікцію. Таке типове для полісної організації народне ополчення після реформи Марія замінюється постійною і професійною армією. Трансформувався пануючий клас: староримська знать, сенатська олігархія, тісно пов'язана з віджилими полісними традиціями, втрачали свій колишній авторитет, владу, положення. Нові соціальні групи — вершники, муніципальна, а потім і провінційна аристократія — всі більшою мірою претендували на керівне положення в державі.

### Війни на сході
Створене римлянами проти Карфагену царство Массинісси процвітало недовго. Спори між його нащадками в третьому поколінні привели до війни проти Югурти і до збільшення, на рахунок Нумідії, римської африканської провінції. За 100 років до н. е. Рим, з союзною йому Італією, був оточений сонмом 10 провінцій — 2 на італійських островах, 2 в Іспанії, 2 в країні галлів, 2 на Балканському півострові, 1 в Африці і 2 в Азії (до Пергаму приєдналася зайнята в 103 р. і організована пізніше в провінцію Кілікія). Останні дві провінції мали характер гарнізонів: Пергам — на Чорному морі, Кілікія — на Середземному, у той час надзвичайно страждаючому від морських розбійників.
На грецькому Сході не було порядку і влади. Різноплемінна Держава Селевкідів розпалася після удару, нанесеного їй римлянами при Магнезії; марно наступник Антіоха III старався насильницькою елленізацією східних рас і народів згуртувати їх у єдність; відцентрові сили узяли гору — євреї повстали, вірмени і парфяни відклалися, дрібні царі по узбережжю Чорного моря отримали незалежність. Їх усіх переріс Мітрідат, цар Понта, на південному сході Чорного моря. Кавказький богатир за природою, із набутим грецьким лоском, він з'єднав горців Закавказзя і грецькі колонії на Чорному морі в обширне «царство Понтійське» і став могутнім представником різнорідних елементів, що об'єдналися на околиці цивілізованого світу, щоб дати відсіч Риму.
Скориставшись смутою в Італії, викликаною повстанням союзників, Мітрідат зайняв своїми військами Малу Азію, представившись як визволитель грецьких міст, захопив острови архіпелагу, увійшов до Македонії і Афін і провів повсюдну різанину римлян і італіків. Месником Риму став Сулла, який майже на очах ворожих йому маріянських легіонів розбив одне за іншим два війська Мітрідата в Беотії (при Херонєї та Орхомені), і потім висадився в Малій Азії. Нове царство розпалося так само швидко, як створилося; Мітрідат відмовився від всіх своїх завоювань у сфері римського впливу. Десять років опісля по смерті Сулли, коли римляни прийняли спадок царя Віфінії Никомеда і обернули його країну в провінцію, Мітрідат зробив нову спробу захопити Малу Азію. Вона кінчилася знову невдало.
Розбитий Лукуллом, Мітрідат втратив навіть Понт і шукав притулки у свого зятя, вірменського царя Тиграна. Той зібрав сили свого царства проти римлян, але його ополчення було розбите Лукуллом при новій столиці Вірменії, Тигранокерті, і при старій, Артаксаті; лише небажання римських легіонів слідувати далі за Лукуллом дозволило Мітрадату повернутися в Понт. На місце непопулярного Лукулла з'явився (у 67 р.) в блиску перемоги юний Помпей; у нічному нападі розтрощив він останні сили Мітрідата і переслідував його через Грузію до Кури.
Біля підніжжя Кавказу Помпей зупинився; його чекало завдання організувати величезний простір від Кавказу до Єгипту і від узбережжя до Євфрату, що знаходився після падіння Селевкидів у повному політичному хаосі. Римляни внесли до цього хаосу міцний порядок за допомогою властивої їм змішаної системи управління, при якому безпосередні провінції — Азія (західне узбережжя Малої Азії), Віфінія, Понт, Сирія і Крит — чергувалися з васальними царями і союзними міськими республіками.

## Перший тріумвірат та завоювання Галлії Цезарем

Галлія в I ст. до н. е.

Вирішальну роль в соціально-політичному житті Риму в 1 ст. почали грати армія та її вожді. У 70-60-і рр. до н. е. відбувається піднесення Гнея Помпея. Він брав участь в придушенні повстання Спартака, особливо прославився в боротьбі з середземноморськими піратами. Найвищих військових успіхів він досягнув, остаточно розгромивши Мітрідата VI (64) і зробивши походи до Південного Кавказу та Сирії. У 60 утворився антисенатський союз трьох великих військових і політичних діячів — Красса, Помпея і Цезаря, що незабаром перетворився на фактичний уряд, так званий Перший тріумвірат. Після консулату (59) Цезарь отримав в управління Цизальпінськую Галію і Іллірію на 5 років, з правом набору армії, а декілька пізніше — Трансальпійську Галію, яку ще належало завоювати. В результаті походів Цезаря (58-51 ) країну було завойовано. Це завоювання дало римлянам величезну здобич, сотні тисяч полоненних, відкрило широке поле діяльності для римських торговців, публіканів і так далі Перемоги в Галії сприяли популярності Цезаря. Сенатські круги побоювалися захоплення Цезарем одноосібної влади. Помпей перейшов на сторону сенату і, отримавши особливі повноваження, провів ряд законів, фактично направлених проти Цезаря. Перед останнім стояла дилема: розпустивши військо, з'явитися в Р. як приватна особа або перейти з військом кордон Італії, почавши тим самим громадянську війну. Після довгих вагань Цезар перейшов кордон — р. Рубікон (10 січня 49).

### Диктатура Гая Юлія Цезаря

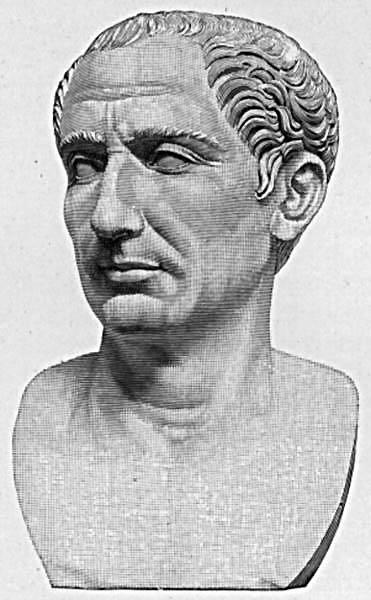
Гай Юлій Цезар. Триумвір першого триумвірату

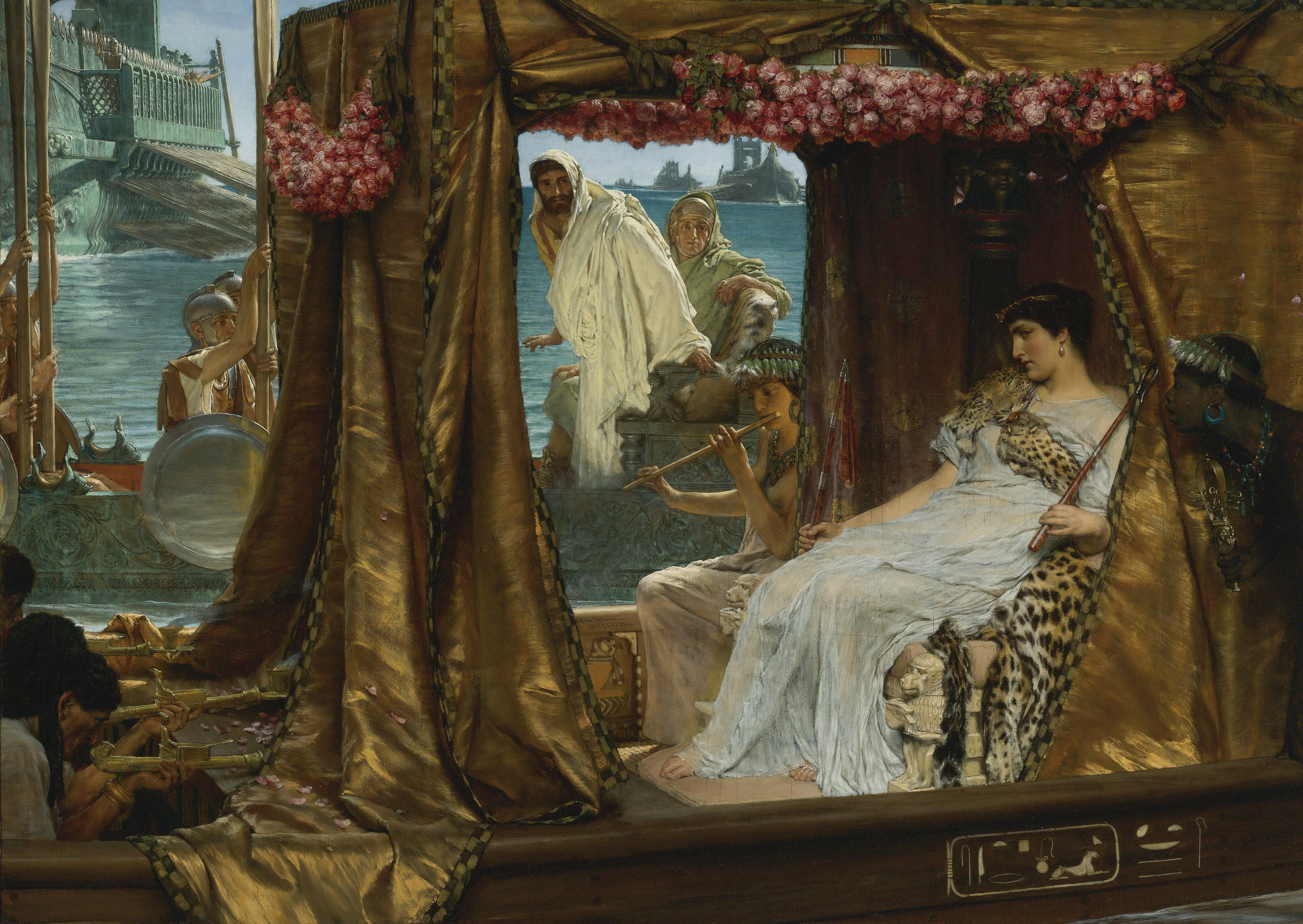
Антоній і Клеопатра Лоуренса Альма-Тадеми

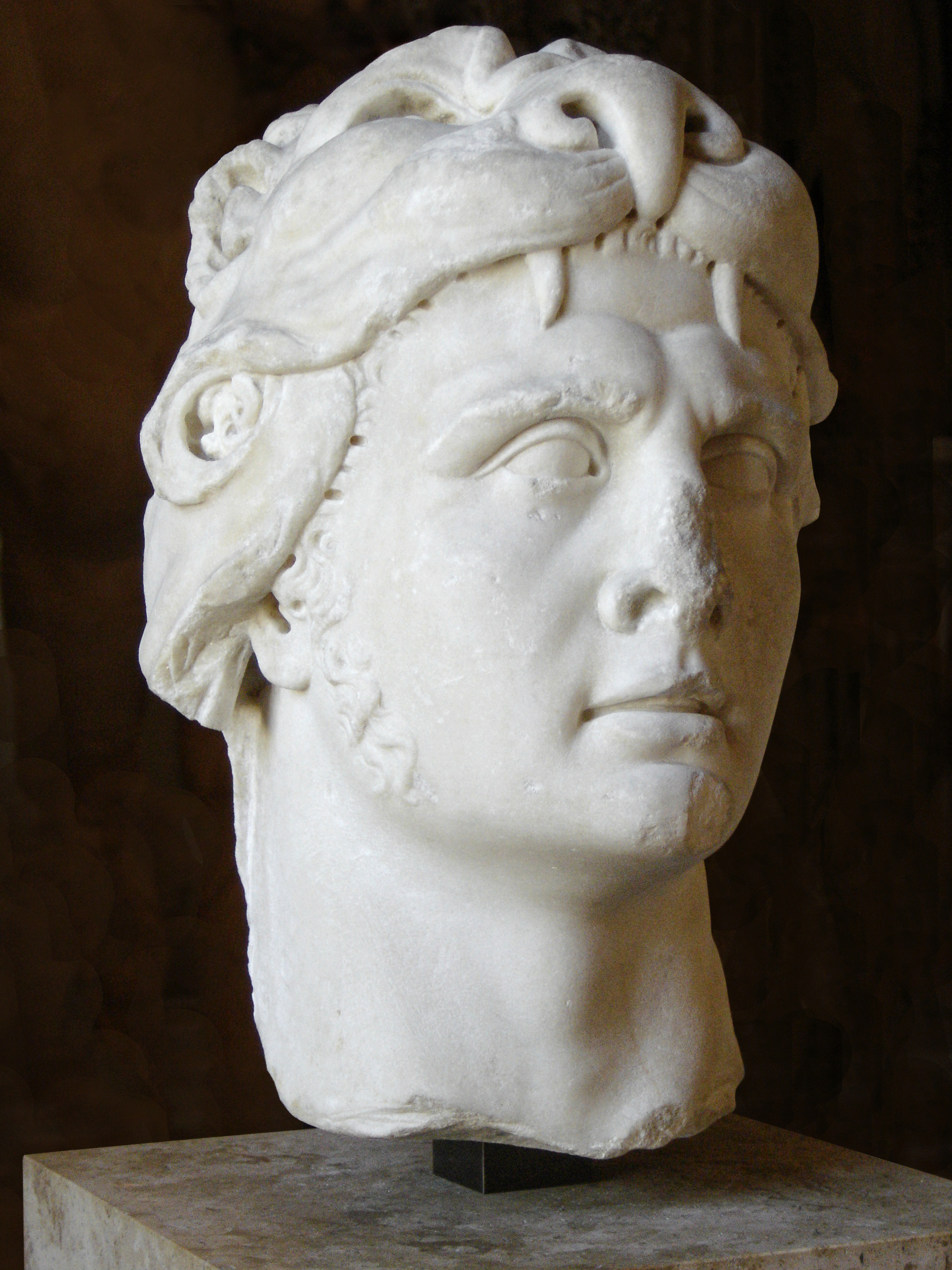
Бюст Мітрідата VI Евпатора

Ситуація в державі значно загострилася, коли закінчився строк правління Цезаря в Галлії. Відбулося зіткнення інтересів окремих угруповань римської аристократії. Республіканський лад переживав гостру політичну кризу.
Юлій Цезар мав повернутися до Італії, розпустити на кордоні військо й уже приватною особою податися до Рима для звітування перед сенатом. Політичні вороги на чолі з Помпеєм чекали на це, щоб віддати Цезаря під суд. Але той розумів, що такий перебіг подій зруйнує всі його мрії про верховну владу. Тому він приймає несподіване для всіх рішення: 10 січня 49 р. до н. е. він з одним легіоном перейшов річку Рубікон, яка була кордоном, і опинився на землях Риму. Це було порушенням закону й означало початок війни.
У серпні 48 р. до н. е., у Битві при Фарсалі, Цезар розбив армію Помпея, якому вдалося втекти до Єгипту. Там, разом із родиною, він сподівався знайти притулок і захист у царя Птолемея XII. Але на той час цар Єгипту вже помер, і за його трон сперечалися син і дочка — Птолемей XIII і Клеопатра. Переміг Птолемей. Щоб не сваритися з Цезарем, він наказав убити Помпея.
Цезар, прибувши з військом до Єгипту слідом за Помпеєм, утрутився в боротьбу за трон на боці Клеопатри. Під час війни Птолемей XIII загинув, а Клеопатру було проголошено царицею Єгипту. Цезар провів в Александрії кілька місяців. Згодом йому довелося вирушити до Сирії, проти сина Мітридата VI Фарнака, який загрожував римським володінням в Азії. Війна тривала всього сорок днів. У дивовижно короткий строк Цезар розбив Фарнака, про що надіслав звіт до сенату в трьох словах: Veni, vidi, vici (лат. «Прийшов, побачив, переміг»)
Криза республіканського ладу Риму досягла найвищого напруження. Фактично народовладдя зійшло нанівець. Настали часи одноосібних диктаторів.
Повернувшись до Риму, Цезар відсвяткував чотири великих тріумфи: галльський, єгипетський, азійський та африканський.
А в Іспанії тим часом зібралася велика армія на чолі з двома синами Помпея — Гнеєм і Секстом. Цезареві довелося знову воювати. У 45 р. до н. е. біля міста Мунда відбулася битва. Сини Помпея зазнали поразки. Гней загинув, Секстові вдалося врятуватися. На певний час він зник із виру історичних подій.
Громадянська війна закінчилася. Цезар залишився диктатором.
Ставши диктатором, Цезар утримував у своїх руках величезну владу, обійнявши одночасно кілька магістратур: народного трибуна, консула, цензора, претора. До того ж ще із 63 р. до н. є. він був верховним понтифіком Риму.
У 44 р. до н. е. його було проголошено одвічним диктатором. Як цензор, він мав право визначати склад сенату. Як народний трибун — накладати вето на сенатські декрети. Народні збори за таких умов утратили реальну силу, хоча скликалися час від часу. За кілька місяців правління Цезар здійснив певні реформи: упорядкував систему управління та збирання податків, збільшив кількість магістратур, що послабило роль кожної з них. У 45 р. він запровадив новий, сонячний календар замість місячного, який було названо юліанським календарем.
Прагнучи примиритися з політичними противниками, Цезар підкреслював свою поблажливість і доброзичливість до всіх. Гасло милосердя та злагода ним неухильно дотримувалося. Він дарував помилування всім ворогам, запобігав перед міським плебсом, щоб здобути його прихильність.
Але серед оптиматів проти Цезаря визрівала змова понад 60 сенаторів на чолі з Брутом і Кассієм. Змовники вважали, що Цезар єдиний становить загрозу для Республіки; варто його усунути й обрати на кожну магістратуру окремих осіб, як повернуться старі добрі часи розквіту держави. Заколотники неспроможні були зрозуміти, що республіканський лад вичерпав свої можливості.
Криза Республіки полягала в тому, що Рим з невеликого полісу перетворився на величезну державу, яка володіла половиною світу, підкоривши інші народи. Республіканська форма правління вже не відповідала такому становищу. Часи Республіки завершувалися.
15 березня 44 до н.е. під час засідання в сенаті Цезаря було вбито заколотниками на очах сенаторів.
Опис вбивства Цезаря істориком Крип'якевичем:

| 15 березня 44 p. до н.е., Цезар пішов на нараду до сенату. Коли диктатор сів на своєму кріслі, один із змовників попросив його відкликати із заслання свого брата. Цезар рішуче відмовив. Тоді той кинувся на Цезаря, стягнув з нього червону тогу і крикнув: «Чого чекаєте, приятелі?» Змовник Каска перший ударив Цезаря стилетом у шию. Рана не була глибока й смертельна, і Цезар вирвав стилет з окликом: «Що робиш, проклятий Каско?» Тоді інші змовники кинулися з усіх сторін із стилетами. Цезар боронився і кричав, але коли побачив Брута із витягненим стилетом, закрив собі лице тогою і перестав боронитися. Оповідали пізніше, Що останніми його словами були: «І ти, Бруте, проти мене?» Він упав мертвий під статуєю Помпея, діставши 23 рани, бо кожний змовник заприсягся взяти участь у самосуді.[6] |

### Другий тріумвірат і загибель Республіки
Наступного дня після вбивства Цезаря сенат на засіданні залишив без змін усі його розпорядження, бо вони відповідали інтересам аристократії. Міський плебс, приваблений милостями Цезаря, розгнівано шукав заколотників, яким довелося тікати з Риму. Великого впливу набув вірний помічник Цезаря — Марк Антоній, який тепер став консулом. Зовсім невчасно для Антонія в Римі з'явився Гай Октавіан, юнак із патриціїв, якого Цезар усиновив кілька років тому. Октавіан мав право на свою частку в спадщині Цезаря, але Антоній не зважив на нього, бо сам майже все загарбав. Спалахнула сварка, але необхідність здолати республіканців — убивць Цезаря — змусила Марка Антонія і Гая Октавіана триматися разом.
У 43 р. до н. е. Марк Антоній, Октавіан Август і Марк Емілій Лепід для боротьби за владу з республіканцями утворили новий політичний союз (Другий тріумвірат). Того ж року в битві під Філіппами (Македонія) республіканську армію було розбито, змовники Брут і Кассій загинули.
Несподівано на історичній арені знову з'явився Секст Помпей, який переховувався в піратів після поразки коло Мунда. Він зібрав на Сицилії значну армію й прагнув здобути владу над країнами Середземномор'я.
На Сицилії висадилась армія на чолі з Октавіаном і Лепідом. Секст Помпей зазнав поразки і втік до Малої Азії, де його вбили за наказом Октавіана. Протягом року загинули всі, хто брав участь у заколоті проти Цезаря.
Ставши володарями Рима, тріумвіри розпочали проскрипції проти своїх ворогів, за прикладом колишнього диктатора Сулли. До списків потрапили тільки ватажки заколоту, насправді ж, як і за часів Сулли, було страчено набагато більше. Загинуло 2,5 тис. сенаторів, вершників, державних діячів, багатих людей. Чимало заможних громадян за прихильність до республіканського ладу втратили майно, як, наприклад, славетний римський поет Вергілій.
Невдовзі тріумвірат розпався. Марка Емілія Лепіда усунули від влади. Октавіан і Антоній поділили Римську державу між собою. Октавіан узяв правління в західній провінції, а Антоній обрав східні території, одружився з Клеопатрою, облаштувавшись у Єгипті.
Проте обидва правителі бажали для себе тільки цілковитої влади. Між Антонієм та Октавіаном розпочалася війна. У морській битві біля мису Акція, що на сході Греції, у 31 р. до н. е. Октавіан завдав поразки об'єднаному флотові Антонія та Клеопатри.
Наступного року Октавіан з військами висадився в Єгипті. Антоній почав збирати армію для боротьби, але воїни вже не довіряли йому. Легіони Антонія перейшли на бік Октавіана. Антоній сам заподіяв собі смерть, те ж саме вчинила й Клеопатра, яка не бажала бути бранкою в кайданах у тріумфальній процесії Октавіана.
Єгипет було перетворено на римську провінцію. Октавіан став цілковитим володарем величезної держави, яка охопила своїми кордонами всі береги Середземного моря. Республіканському ладу було покладено край. Настали часи імперії.

### Причини загибелі Республіки
Нещадна експлуатація провінцій призводила до повного розорення деяких регіонів, викликала протести, які загрожували римському пануванню. Римське законодавство передбачало суворі покарання за зловживання в провінціях, проте судові процеси не захищали населення провінцій, а були засобом боротьби між окремими групами чи особами панівних кіл.
У самому Римі політична ситуація продовжувала загострюватись. Судові процеси, здебільшого у фінансових справах і справах управління в провінціях, розкривали неймовірні зловживання римських адміністраторів та ділових людей у підвладних Риму областях. Проте підкупні судді виправдовували навіть тих, у злочинності яких сумнівів не було.
Боротьба під час виборів магістратів досягала надзвичайної гостроти, передвиборні збори переходили у збройні сутички. Сенат надав Помпеєві надзвичайні повноваження для встановлення спокою в столиці. Уперше було зосереджено в одній особі різні магістратури — консульство, намісництво в Іспанії, повноваження з виняткового постачання Риму харчами. Таке суміщення раніше ніколи не практикувалося, але відтепер стало прецедентом для майбутніх подій.
Соціальна нерівність зростала, що призводило до загострення боротьба між верстами суспільства. Почалася ера громадянських воєн – кривавих, затяжних, ера військових диктатур, що стали не винятком, а правилом як форма управління країною. Повстання рабів все частіше поєднувалася з соціальною боротьбою міських і сільських низів. Система керування величезною державою, форми і методи цього управління все більше не відповідали новим умовам. Провінції розглядалися не як частини єдиного цілого, а як маєтки римського народу, чужорідні області, на які поширюється влада Риму.
Разом із розоренням селянства та розкладом демократії зникли передумови для подальшої демократизації римського політичного ладу. Частіше в ході боротьби між різними рабовласницькими угрупованнями представники пануючих верств зверталися по підтримку до вільної бідноти й навіть до рабів, що певною мірою перешкоджало придушенню виступів рабів і низів вільного населення.
Об'єктивною потребою був перехід до такого політичного ладу, який змінив би форми й методи управління провінцій, пригальмовував соціальну й політичну боротьбу в самому Римі. Події засвідчили, що нобілітет неспроможний самостійно провести радикальні зміни в державному устрої, а вершинство вже не виконувало самостійної політичної ролі.
Цезар вийшов на політичну арену як керівник демократичної партії, партії популярів. Гасла популярів зберігали значення і в наступні періоди його діяльності. Він прагнув залучити на свій бік значні групи провінційного населення, щедро роздаючи права римського громадянства не тільки окремим особам, і й цілим містам, регіонам. Для усієї системи заходів і проєктів Цезаря характерними є прагнення примирити, задовольнити всі верстви населення, уміння лавірувати між соціальними групами, серед яких точилася боротьба. Соціальна опора Цезаря не була стійкою через суперечності інтересів різних її прихильників. Його популярність серед війська була надзвичайна. За цих умов особливого значення набувала армія, за допомогою якої Цезарю вдалося домогтися слави й багатства.
Досвід соціально-політичної боротьби цих років, власне, показав неминучість встановлення твердої одноосібної влади. У цьому Цезар був більш послідовний, ніж Помпей, котрий домагався єдиновладдя й водночас мав намір зберегти панування нобілітету, що звужувало соціальну опору його боротьби.
Після вбивства Цезаря через незадоволення верхів римського суспільства порушенням республіканських традицій, усуненням їх від державних посад, зосередженням необмежених повноважень однією особою, тенденцією до встановлення монархічної влади — зміни форми правління на автократичну став неминучім.

## Римське суспільство республіканського періоду
Основним соціальним розподілом у Римі став розподіл на вільних і рабів. Єдність вільних громадян Риму (квиритів) деякий час підтримувалася існуванням їхньої колективної власності на землю і рабів, що належали державі. Проте з часом колективна власність на землю ставала фіктивною, громадський земельний фонд переходив до окремих власників, поки, нарешті, аграрний закон 3 року до н.е. не ліквідував його, остаточно затвердивши приватну власність.
Вільні в Римі розпадалися на дві соціально-класові групи:  верхівку рабовласників ( землевласників, торговців) і дрібних виробників (хліборобів і ремісників ), що становили більшість суспільства. До останніх примикала міська біднота, пролетарі. Через те, що рабство спочатку мало патріархальний характер, боротьба між великими рабовласниками і дрібними виробниками, які найчастіше самі обробляли землю і працювали в майстернях, довгий час становила основний зміст історії Римської республіки. Тільки з часом протиріччя між рабами і рабовласниками виступає на перший план. Раби в період республіки перетворюються на основний пригноблений і експлуатований клас. Головним джерелом рабства був військовий полон. Так, після розгрому Карфагена в рабство було звернуто 55 000 осіб, а всього в II-I ст. до н. е. — більше півмільйона.
Велике значення як джерело рабства мала широко розвинута работоргівля — купівля рабів за кордоном. Можна відзначити і ту обставина, що, незважаючи на скасування Законом Петелія боргової кабали, фактично вона, правда, в обмежених розмірах, продовжувала існувати. До кінця періоду республіки одержує поширення і самопродажа в рабство.
Раби були державні і приватновласницькі. Першими ставала велика частина військовополонених. Вони експлуатувалися в рудниках і державних майстернях. Положення приватновласницьких рабів безперервно погіршувалося. Якщо на початку римської історії, в період патріархального рабства, вони входили до складу сімей римських громадян і, цілком підкоряючись господарю, все ж користувалися деяким захистом сакрального (священного, заснованого на релігійних віруваннях) права, то в період розквіту республіки експлуатація праці рабів різко інтенсифікувалася.
Античне рабство стає такою ж основою римської економіки, як і праця дрібних вільних виробників. Особливо важким було становище рабів у великих рабовласницьких латифундіях. Положення рабів, зайнятих у міських ремісничих майстернях і домашньому господарстві, було дещо краще. Значно кращим було становище талановитих працівників, вчителів, акторів, скульпторів з числа рабів, багатьом з яких вдавалося отримати свободу.
Незалежно від того, яке місце посідав раб у виробництві, він був власністю свого господаря і розглядався як частина його майна. Влада господаря над рабом була практично необмеженою. Все зроблене рабом надходило господарю: «що купується за посередництвом раба — купується для пана». Господар же виділяв рабу те, що вважав за необхідне для підтримки його існування та працездатності. Рабовласницькі відносини визначали загальну незацікавленість рабів в результатах своєї праці, що в свою чергу змушувало рабовласників шукати більш ефективні форми експлуатації. Такою формою став пекулій. Пекулій дозволяв господареві більш ефективно використовувати своє майно для отримання доходу і зацікавлювати раба в результаті його праці.
Іншою формою, яка зародилася в період республіки, був колонат. Колони були не рабами, а орендарями землі, які потрапляли в економічну залежність від землевласників і в кінцевому рахунку прикріплювали до землі. Ними ставали збіднілі вільні, вільновідпущеники і раби. У колоні було особисте майно, вони могли укладати договори і вступати в шлюб. З часом положення колон стає спадковим. Однак у розглянутий період колонат, як і пекулій, ще не набув великого поширення. Неефективність рабської праці привела в кінці республіканського періоду до масового відпуску рабів на волю. Вільновідпущеники залишалися в певній залежності від свого колишнього господаря, який перетворювався на їхнього патрона, на користь якого вони були зобов'язані нести певні матеріальні і трудові повинності і який в разі їхньої бездітності наслідував їхнє майно. Однак, розвиток цього процесу в період, коли рабовласницький лад ще розвивався, суперечило загальним інтересам панівного класу, і тому в 2 році до н.е. був виданий закон, що обмежив цю практику.
За статусом громадянства вільне населення Риму поділялося на громадян і іноземців (перегринів). Повну, правоздатність могли мати тільки вільні римські громадяни. Крім них до громадян відносилися вільновідпущеники, але вони залишалися клієнтами колишніх господарів і були обмежені в правах. У міру розвитку майнової диференціації зростає роль багатства у визначенні положення римського громадянина. У середовищі рабовласників наприкінці III—II ст. до н. е. виникають привілейовані стани нобилів і вершників.
До вищого стану (нобелів) входили знатні патриціанські і багаті плебейські роди. Економічною базою нобелів було велике землеволодіння і величезні грошові кошти. Тільки вони стали поповнювати сенат і обиратися на вищі державні посади. Нобилітет перетворюється на замкнутий стан, доступ до якого новій людині був практично неможливий і який ревниво охороняв свої привілеї. Тільки в рідкісних випадках люди, що не належали до нобилітету за народженням, ставали вищими посадовими особами.
Другий стан (вершники) утворився з торгово-фінансової знаті і землевласників середньої руки. У I ст. до н. е. розвивається процес злиття нобилів з верхівкою вершників, що одержали доступ до сенату і на важливі судові посади. Між їхніми окремими представниками виникають родинні стосунки.
У міру розширення меж Римської імперії число вільних поповнювалося за рахунок жителів Апеннінського півострова (повністю завойованого до середини III ст. до н.е.) і інших країн. Вони відрізнялися від римських громадян за своїм правовим положенням. Жителі Італії, не входили в римську громаду, спочатку не користувалися усіма правами римських громадян. Вони ділилися на дві групи - древні латини і латини колоній. За першими визнавалися майнові права, право виступати в суді і вступати в шлюб з римськими громадянами. Але вони були позбавлені права брати участь у народних зборах. Латини, жителі колоній, заснованих Римом в Італії, і деяких її міст і областей, які уклали з Римом договори про союз, користувалися тими ж правами, що і древні латини, за винятком права одружуватися з римськими громадянами. Надалі в результаті союзницьких воєн (I ст. до н.е.) Всім латинам були надані права римських громадян.
Другою категорією вільних, які мали права римських громадян, були перегріни. До них належали вільні жителі провінцій — країн, що знаходяться поза Італією та завойованих Римом. Вони повинні були нести податкові повинності. До перегрінів належали також вільні жителі іноземних держав. Перегріни не мали прав латинів, але отримали майнову правоздатність. Для захисту своїх прав вони повинні були обирати собі покровителів — патронів, щодо яких знаходилися у стані, мало відрізняється від становища клієнтів. Статус сім'ї означав, що повної політичної та громадянської правоздатністю користувалися тільки голови римських сімей — домовладики. Інші члени сім'ї вважалися що знаходяться під владою домовладики. Останній був обличчям «власного права», члени ж його сім'ї називалися особами «чужого права» — права домовладики.
Правове становище особи змінювалося з втратою того чи іншого статусу. Найбільші зміни відбувалися з втратою статусу свободи (полон, рабство). Вона означала втрату і статусів громадянства та сім'ї, тобто повну втрату правоздатності. З втратою статусу громадянина (вигнання) втрачалася правоздатність громадянина, але зберігалася свобода. І, нарешті, втрата статусу сім'ї (в результаті, наприклад, усиновлення голови сім'ї іншою особою) вела до втрати тільки «власного права».